# Anke Martiny

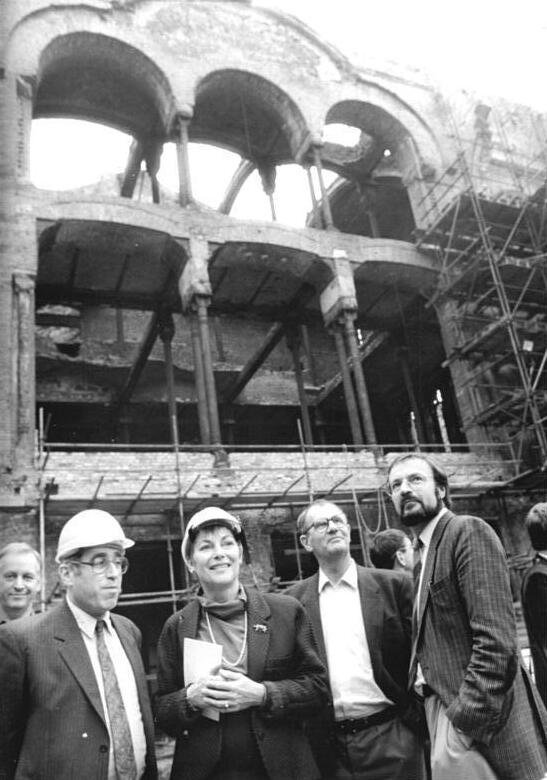
Kultursenatorin Anke Martiny zwischen Hermann Simon (links) und Peter Kirchner (1990)

Anke Martiny (* 1. Juli 1939 in Dortmund; † 11. Januar 2016 in Berlin; zeitweiliger Ehename Riedel-Martiny und Martiny-Glotz) war eine deutsche Politikerin der SPD und Publizistin. Von 1972 bis 1989 war sie Mitglied des Bundestages, von 1989 bis 1991 Kultursenatorin in Berlin.

## Studium
Nach dem Studium der Musikwissenschaften, Germanistik, Theaterwissenschaften und Soziologie in Berlin, Wien und Göttingen wurde sie 1965 zum Dr. phil. promoviert mit einer Dissertation über die Oratorien von Joseph Haydn.

## Politische Arbeit
Anke Martiny trat 1965 in die SPD ein. 1972 wurde sie über die Landesliste Bayern der SPD erstmals in den Bundestag gewählt, dem sie bis 1989 angehörte. Von 1975 bis 1977 und von 1985 bis 1991 war sie Mitglied des SPD-Parteivorstandes, von 1975 bis 1991 Mitglied im Vorstand des SPD-Landesverbandes Bayern, ab 1985 stellvertretende Landesvorsitzende der bayerischen SPD.
Von 1973 bis 1989 war sie Vorsitzende der deutsch-italienischen Parlamentariergruppe und von 1976 bis 1989 Mitglied im Wirtschaftsausschuss des Deutschen Bundestages.
Von 1974 bis 1989 war sie verbraucherpolitische Sprecherin der SPD-Bundestagsfraktion. Sie gehörte 1972 zu den Mitbegründerinnen der Arbeitsgemeinschaft sozialdemokratischer Frauen.
Nach Walter Mompers Wahlsieg am 29. Januar 1989 wurde sie zur Senatorin für Kulturelle Angelegenheiten des Landes Berlin berufen; sie blieb in diesem Amt bis zum Amtsantritt Eberhard Diepgens (CDU) im Januar 1991.
Danach war sie von 1991 bis 1996 bei der Friedrich-Ebert-Stiftung tätig, ab 1992 als Leiterin des Büros in Tel Aviv-Jaffa, Israel, und seit 1996 als freiberufliche Publizistin. Sie veröffentlichte zahlreiche Beiträge in der Zeitschrift Neue Gesellschaft/Frankfurter Hefte, im Sozialdemokratischen Pressedienst sowie in Sammelbänden.
Seit 1998 war sie bei Transparency International Deutschland e. V. tätig, bis 2000 als Geschäftsführerin in München, von 2001 bis 2007 als stellvertretende Vorsitzende in Berlin, ab 2007 als Vorstandsmitglied.
Martiny war als eine von fünf Sprechern Mitglied im Vorstand des Instituts Solidarische Moderne e. V.

## Privates
Anke Martiny war in zweiter Ehe von 1976 an mehrere Jahre mit dem SPD-Politiker Peter Glotz verheiratet. Sie wurde Mutter dreier Kinder.

## Bücher
- Und vor allem muss man jederzeit als voller Mensch leben – als Frau in der Politik. Nicolai-Verlag, Berlin 2014, ISBN 978-3-89479-883-3.
- Israel – und du wunderst dich täglich. Innenansichten von Gewalt und Hoffnung. Herder, Freiburg 1995, ISBN 3-451-04380-7.
- Kühle Gefühle zur Lage der Nation. Rowohlt Verlag, Reinbek 1991, ISBN 3-498-04334-X.
- Wer nicht kämpft, hat schon verloren. Frauen und der Mut zur Macht. Rowohlt Verlag, Reinbek 1986, ISBN 3-498-04301-3.
- mit Otfried Klein: Marktmacht und Manipulation. Sind die Verbraucher Subjekt oder Objekt unserer Wirtschaftsordnung? Europäische Verlagsanstalt, Köln 1977, ISBN 3-434-00272-3.